# Арсений (епископ Тверской)
Епи́скоп Арсе́ний (ум. 2 марта 1409, Тверь) — епископ Русской православной церкви, епископ Тверской, автор древнейшей редакции Киево-Печерского патерика (Арсеньевская редакция).
Канонизирован Макарьевским собором 1547 года для местного почитания в лике святителей, память совершается 2 марта и 2 июля (по юлианскому календарю).

## Жизнеописание
Год его рождения и имена родителей неизвестны.
Согласно житию, Арсений родился в знатной тверской семье, имел склонность к монашеской жизни и после смерти родителей раздал полученное от них наследство нищим и удалился в Киево-Печерский монастырь, где принял монашеский постриг. Был замечен митрополитом Киевским Киприаном, который сделал его своим архидиаконом и поручил ему дела внутреннего устройства митрополии.
В 1390 году по дороге в Москву митрополит Киприан в Твери по жалобам тверского великого князя Михаила Александровича сместил епископа Евфимия (Висленя). Князь и горожане просили Киприана рукоположить им Арсения, но Арсений сначала отказался («бояся владычества прияти во Твери, виде бо там вражду и брань многу, и смутися и ужасеся»), но затем под угрозой соборного запрещения был хиротонисан во епископа Тверского («едва умолиша архидиакона Арсения митрополита быти во Твери»). Епископская хиротония состоялась 19 (по другим данным, 15) августа, в ней принял участие святитель Стефан Пермский.
За время епископства Арсения возобновилось прерванное московско-тверской войной 1375 года летописание, были построены многочисленные храмы, обновлён Спасо-Преображенский кафедральный собор и начато строительство его колокольни. По подобию Киево-Печерского монастыря Арсений близ Твери основал на реке Тьмаке Жёлтиков монастырь, а также построил Саввино-Сретенский монастырь.
В 1401 году Арсений принял участие в Московском соборе под председательством митрополита Киприана, осудившем новгородского архиепископа Иоанна и луцкого епископа Савву. В тот же год Арсений выступил посредником в земельном споре между князем Василием Михайловичем Кашинским и великим князем Иваном Михайловичем Тверским.
В 1406 году по инициативе Арсения был создан древнейший из известных списков Киево-Печерского патерика — «Арсеньевская редакция», известный по 26 спискам.
Скончался Арсений 2 марта 1409 года «поболев главою», разбитый параличом и потерявший дар речи. Похоронен в основанном им Жёлтиковом монастыре, в притворе правого придела во имя образа Нерукотворного Спаса Успенской церкви, в той самой гробнице, которую изготовил своими руками. Сохранился летописный рассказ о его погребении второй половины XV века. В 1483 году состоялось обретение мощей святителя Арсения, а в 1547 году на Московском соборе — его канонизация.